# Disprosiu

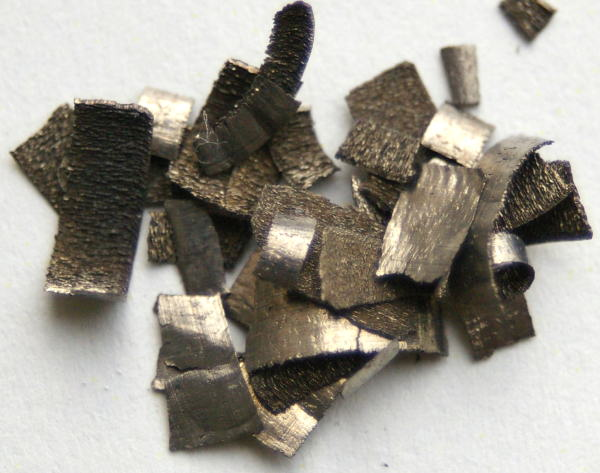
Disprosiu

Disprosiu (simbol Dy) este elementul chimic cu numărul atomic 66. A fost descoperit de Paul Emile Lecoq de Boisbaudran în 1886. 

## Caracteristici
- Masa atomică: 162,5 g/mol
- Densitatea la 20 °C: 8,56 g/cm³
- Punctul de topire: 1409 °C
- Punctul de fierbere: 2335 °C
- Numerele de oxidare: 3,4
- Electronegativitatea: 1,72
- Structura cristalină: hexagonală
- Duritatea pe scara Mohs: -
- Starea naturală: 4,2-0,00001 %